# Кадарська мова
Кадарська мова (самоназва: гьадар миз) — одна з даргинських мов (група нахсько-дагестанських мов).
Кадарська мова зосереджена в південно-східній частині Буйнакського району (села Кадар, Карамахі, Чанкурбі) Дагестану. Число мовців близько 6 тис. осіб.
Виділяють три говори за назвами місцевостей.